# Resolutie 1682 Veiligheidsraad Verenigde Naties
Resolutie 1682 van de Veiligheidsraad van de Verenigde Naties werd unaniem door de
VN-Veiligheidsraad aangenomen op 2 juni 2006 en versterkte
de VN-vredesmacht in Ivoorkust met 1500 manschappen.

## Achtergrond
In 2002 brak in Ivoorkust een burgeroorlog uit tussen de regering in het
christelijke zuiden en rebellen in het islamitische noorden van het land.
In 2003 leidden onderhandelingen tot de vorming van een regering van nationale eenheid en waren er
Franse en VN-troepen aanwezig. In 2004 zegden de rebellen hun
vertrouwen in de regering op en namen opnieuw de wapens op. Op 6 november kwamen bij Ivoriaanse
luchtaanvallen op de rebellen ook negen Franse vredeshandhavers om. Nog die dag vernietigden de Fransen de gehele vloot van de
Ivoriaanse luchtmacht, waarna ongeregeldheden uitbraken in de hoofdstad Abidjan.

## Inhoud

### Waarnemingen
De Veiligheidsraad was erg bezorgd om de aanhoudende crisis in Ivoorkust en obstakels die het vredes- en
verzoeningsproces langs beide zijden in de weg stonden.

### Handelingen
Op aanbevelen van de secretaris-generaal autoriseerde de Raad
een versterking van de UNOCI-vredesmissie met 1500 manschappen, waaronder 1025 militairen en 475 politieagenten.

## Verwante resoluties
- Resolutie 1652 Veiligheidsraad Verenigde Naties
- Resolutie 1657 Veiligheidsraad Verenigde Naties
- Resolutie 1708 Veiligheidsraad Verenigde Naties
- Resolutie 1721 Veiligheidsraad Verenigde Naties

Lijst ·  1652 ·  1653 ·  1654 ·  1655 ·  1656 ·  1657 ·  1658 ·  1659 ·  1660 ·  1661 ·  1662 ·  1663 ·  1664 ·  1665 ·  1666 ·  1667 ·  1668 ·  1669 ·  1670 ·  1671 ·  1672 ·  1673 ·  1674 ·  1675 ·  1676 ·  1677 ·  1678 ·  1679 ·  1680 ·  1681 ·  1682 ·  1683 ·  1684 ·  1685 ·  1686 ·  1687 ·  1688 ·  1689 ·  1690 ·  1691 ·  1692 ·  1693 ·  1694 ·  1695 ·  1696 ·  1697 ·  1698 ·  1699 ·  1700 ·  1701 ·  1702 ·  1703 ·  1704 ·  1705 ·  1706 ·  1707 ·  1708 ·  1709 ·  1710 ·  1711 ·  1712 ·  1713 ·  1714 ·  1715 ·  1716 ·  1717 ·  1718 ·  1719 ·  1720 ·  1721 ·  1722 ·  1723 ·  1724 ·  1725 ·  1726 ·  1727 ·  1728 ·  1729 ·  1730 ·  1731 ·  1732 ·  1733 ·  1734 ·  1735 ·  1736 ·  1737 ·  1738